# Polymixis albescens
Polymixis albescens là một loài bướm đêm trong họ Noctuidae.